# Teresa Sánchez
Teresa María Sánchez, conocida como Tere (Pehuajó, 25 de enero de 1945 - Córdoba, 3 de septiembre de 2011) fue una paleontóloga argentina destacada en el estudio de los invertebrados marinos del Paleozoico inferior.
Realizó sus estudios de grado en la Facultad de Ciencias Naturales y Museo de la Universidad Nacional de La Plata, Argentina, adonde obtuvo el título de Licenciada en Zoología en 1969. Obtuvo su título de Doctora en Paleontología de la Facultad de Ciencias de la Universidad de Bretaña Occidental (Brest, Francia). Al momento de su fallecimiento era Investigadora Principal del Consejo Nacional de Investigaciones Científicas y Técnicas (CONICET) de Argentina y Profesora Titular en la carrera de Ciencias Biológicas, de la Facultad de Ciencias Exactas, Físicas y Naturales, Universidad Nacional de Córdoba, Argentina. Fue profesora en la Universidad Nacional de Río Cuarto, Córdoba, y directora del Centro de Investigaciones Paleobiológicas (CIPAL) de la Universidad Nacional de Córdoba.
Se destaca en su trayectoria haber sido integrante de la Academia Nacional de Ciencias.

## Homenajes
En 2025 los paleontólogos Edith Simón y Leonardo Salgado le dedicaron la especie de dinosaurio rebaquisáurido Cienciargentina sanchezi.